# آشية
الآشِيّة أو الدَّكْسية أو الدَّكْوَاز هي كعكة حلوى مصنوعة من طبقات من مرنغ اللوز والبندنق وقشدة مخفوقة أو قشدة الزبدة على قاعدة بسكويت بالزبدة. 

## التأثيل
يأخذ اسمه من الشكل المؤنث للكلمة الفرنسية dacquois وتعني آش بلدة في جنوب غرب فرنسا. تُقدم مبردة ومرفقة بالفاكهة.

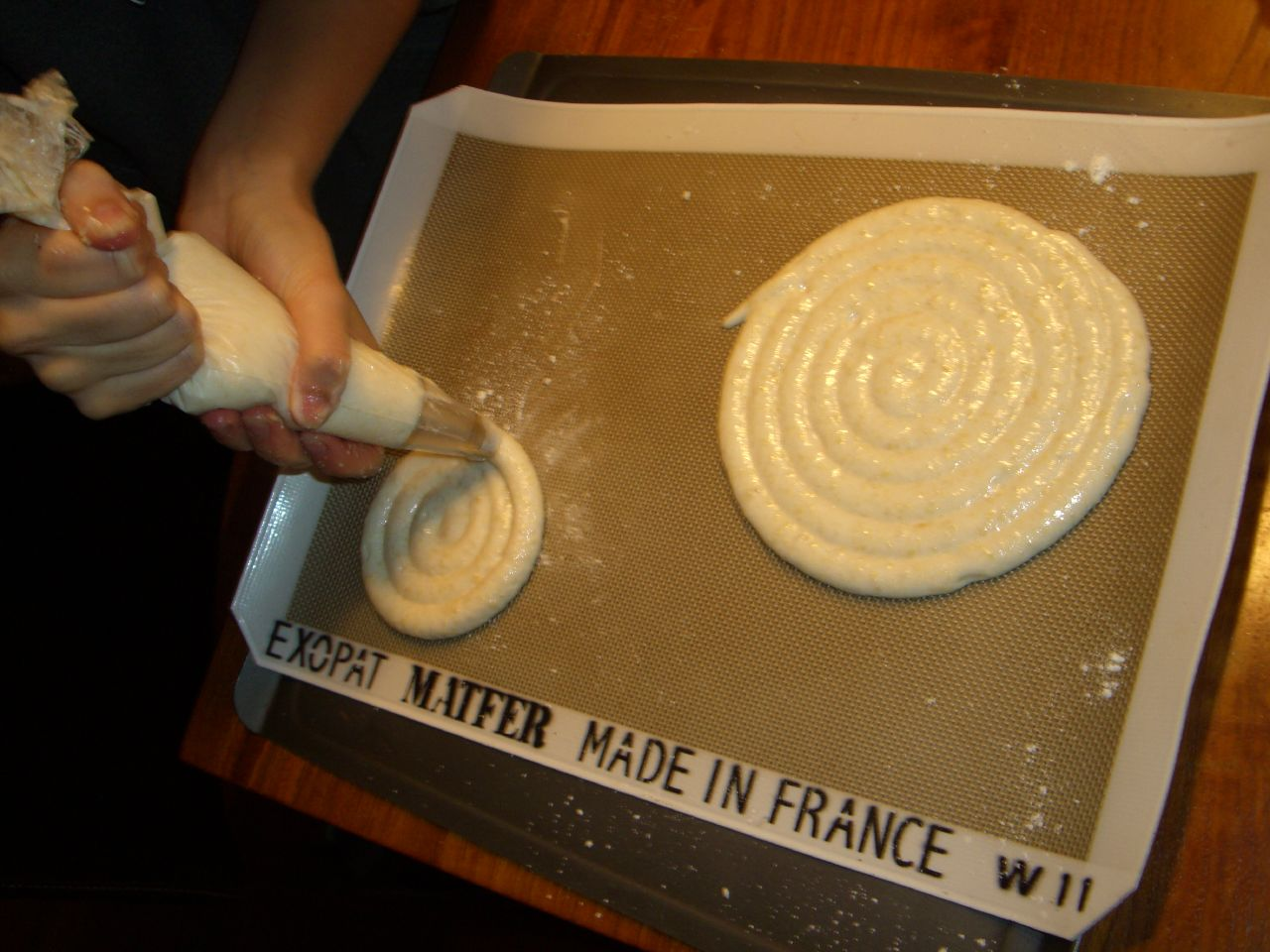